# DN72
DN72 este un drum național din România, care leagă Ploieștiul de Târgoviște și mai departe de Găești. Acest drum urmează să fie modernizat.
1. ↑  „Modernizare DN 72 Gaesti - Ploiesti, km 0+000 - km 76+180”. Compania Nationala de Administrare a Infrastructurii Rutiere. Accesat în 17 februarie 2025.